# Europees kampioenschap voetbal 2012 kwalificatiewedstrijd Nederland - San Marino
Deze wedstrijd werd gespeeld in de kwalificatiereeks voor het Europees kampioenschap voetbal 2012 tussen Nederland en San Marino. Het toernooi werd in 2012 gehouden in Polen en Oekraïne.
De wedstrijd werd gespeeld op vrijdag 2 september 2011 in het Philips Stadion te Eindhoven en begon om half negen 's avonds. Nederland won deze wedstrijd met 11–0, wat voor het Nederlands voetbalelftal een record is. Nog nooit won dit elftal een wedstrijd met een dergelijk verschil.

## Voorafgaand aan de wedstrijd
- Het Nederlands voetbalelftal staat op de FIFA-wereldranglijst augustus 2011 op de eerste plaats, het San Marinees voetbalelftal staat op de laatste plaats.
- Voor Bert van Marwijk was het de veertigste wedstrijd als bondscoach van Nederland. Van de 39 wedstrijden hiervoor heeft Van Marwijk er 28 gewonnen, 10 gelijkgespeeld en 1 verloren. Van de gelijke spelen werd er één verloren na verlenging. Dit was de finale tijdens het wereldkampioenschap voetbal 2010. Een ander gelijkspel werd verloren na het nemen van penalty's. Dit was in juni 2011 tegen Uruguay. Bij deze wedstrijd werd er geen verlenging gespeeld.
- Voor de wedstrijd tegen San Marino had Nederland in het kader van de kwalificatiewedstrijden voor het Europees kampioenschap in 2012 zes wedstrijden gespeeld en alle zes de wedstrijden gewonnen. Nederland had in deze wedstrijden 21 keer gescoord en kreeg slechts vijf doelpunten tegen. San Marino had echter alle zes de wedstrijden verloren. San Marino had in de zes wedstrijden echter nog niet gescoord en kreeg 33 doelpunten tegen.
- Nederland had voorafgaand aan deze wedstrijd nog nooit een kwalificatiewedstrijd voor het Wereldkampioenschap voetbal of het Europees kampioenschap voetbal mannen verloren in het Philips Stadion.[1] Van de elf kwalificatiewedstrijden hiervoor won Nederland er elf.
- Nederland en San Marino hebben vijf keer eerder tegen elkaar gespeeld. De eerste keer was op 24 maart 1993. Het betrof toen een wedstrijd voor de kwalificatie voor het Wereldkampioenschap voetbal 1994 in de Verenigde Staten. Deze wedstrijd werd gespeeld in het Stadion Galgenwaard te Utrecht en werd met 6-0 gewonnen door Nederland.
- Van de vijf voorgaande ontmoetingen heeft Nederland er vijf gewonnen. Twee van deze wedstrijden waren gespeeld in Nederland. Naast de wedstrijd in Utrecht speelde Nederland ook in 1997 thuis tegen San Marino. In de Amsterdam ArenA werd het toen 4-0.
- Nederland heeft in alle voorgaande wedstrijden tegen San Marino 28 keer gescoord. San Marino heeft nog nooit tegen Nederland gescoord. Wel heeft Claudio Canti tijdens de eerste ontmoeting een eigen doelpunt gemaakt.
- San Marino had voorafgaand aan de ontmoeting al 42 wedstrijden op rij niet meer gewonnen.[2] Daarnaast had het al 17 wedstrijden op rij niet meer gescoord.[3]
- Deze wedstrijd was de 710e interland van het Nederlands elftal. Van de voorgaande 709 interlands had Nederland er 354 gewonnen, 158 gelijkgespeeld en 197 verloren. In de 709 wedstrijden heeft Nederland 1451 keer gescoord en 939 keer een tegengoal moeten incasseren.
- Voor San Marino was het de 108e interland. Van de 107 voorgaande wedstrijden heeft het slechts een keer gewonnen, van Liechtenstein in 2004. Tegen Turkije (1993), Letland (2001) en Liechtenstein (2003) werd gelijkgespeeld.
- Het is de dertigste interland in het Philips Stadion voor het Nederlands elftal. Van de 29 voorgaande interlands werden er negentien gewonnen, zes gelijkgespeeld en vier verloren. Nederland heeft in deze wedstrijden 80 keer gescoord, terwijl het zeventien tegentreffers kreeg. De laatste interland was op 9 februari 2011, een vriendschappelijke interland tegen Oostenrijk. De laatste kwalificatiewedstrijd in het Philips Stadion was voor het Europees kampioenschap voetbal 2008 in Oostenrijk en Zwitserland tegen Slovenië. Nederland won deze wedstrijd op 17 oktober 2007 met 2-0.

## Wedstrijdgegevens
| Datum                | 2 september 2011                  | 2 september 2011                  |
| Stadion              | Philips Stadion, Eindhoven        | Philips Stadion, Eindhoven        |
| Toeschouwers         | 35.000                            | 35.000                            |
| Scheidsrechter       | Liran Liany                       | Liran Liany                       |
| Assistenten          | Shabtai Nahmias David Elias Biton | Shabtai Nahmias David Elias Biton |
| Vierde man           | Alon Yefet                        | Alon Yefet                        |
| Man van de wedstrijd |                                   |                                   |
|                      | Nederland                         | San Marino                        |
| Doelpunten           | 11                                | 0                                 |
| Gele kaarten         | 0                                 | 2                                 |
| Rode kaarten         | 0                                 | 0                                 |
| Wissels              | 3                                 | 3                                 |
| Schoten op doel      | 14                                | 0                                 |
| Schoten naast doel   | 9                                 | 3                                 |
| Overtredingen        | 12                                | 11                                |
| Hoekschoppen         | 14                                | 0                                 |
| Strafschoppen        | 0                                 | 0                                 |
| Balbezit (%)         | 78                                | 22                                |

| Nederland | 11 – 0          | San Marino |
| Robin van Persie 7' (Mark van Bommel) Wesley Sneijder 12' (schot) John Heitinga 17' (Dirk Kuijt) Dirk Kuijt 49' (Klaas-Jan Huntelaar) Klaas-Jan Huntelaar 56' (Wesley Sneijder) Robin van Persie 65' (Dirk Kuijt) Robin van Persie 67' (rebound) Klaas-Jan Huntelaar 77' (Kevin Strootman) Robin van Persie 79' (Kevin Strootman) Wesley Sneijder 87' (Robin van Persie) Georginio Wijnaldum 90' (Hedwiges Maduro) | goals (assists) | |
| Bert van Marwijk | bondscoach      | Giampaolo Mazza |
| Maarten Stekelenburg Gregory van der Wiel John Heitinga Joris Mathijsen Erik Pieters Mark van Bommel 74' Robin van Persie Kevin Strootman 86' Klaas-Jan Huntelaar Wesley Sneijder Dirk Kuijt 74' | opstellingen    | Aldo Simoncini Fabio Vitaioli Damiano Vannucci 68' Fabio Bollini 82' Davide Simoncini Giacomo Benedettini Matteo Andreini Michele Cervellini 54' Pier Filippo Mazza Andy Selva Matteo Vitaioli |
| Tim Krul Khalid Boulahrouz Edson Braafheid Hedwiges Maduro 74' Georginio Wijnaldum 86' Eljero Elia 74' Luuk de Jong | wissels         | Michele Ceccoli 82' Simone Bacciocchi Matteo Bugli 54' Matteo Coppini 68' Alex Gasperoni Manuel Marani Paolo Montagna                                                                          |
| | gele kaarten    | 45+1' Davide Simoncini 75' Alex Gasperoni |
| | rode kaarten    | |

## Trivia
- Nederland heeft met deze overwinning een nieuw record gevestigd in de kwalificatiereeks. Nog nooit won Nederland tijdens een kwalificatiereeks voor een Europees kampioenschap of een wereldkampioenschap zeven wedstrijden op rij.[5]
- De 11-0 is voor Nederland een record. Nog nooit won Nederland een interland met een dergelijk verschil. Het vorig record was van 4 april 1912 tijdens de Olympische Zomerspelen 1912 in Zweden. Nederland won toen met 9-0 van Finland en won hiermee de bronzen medaille. Deze uitslag werd in 1972 geëvenaard bij een interland tegen Noorwegen in het Stadion Feijenoord.[6]
- De 11-0 is voor San Marino echter geen record: het verloor twee jaar eerder in hetzelfde kader met 13-0 van Duitsland. Deze uitslag staat daarmee op een tweede plaats wat betreft de grootste nederlagen in de historie van San Marino.
- Georginio Wijnaldum debuteerde voor het Nederlands voetbalelftal. Wijnaldum had slechts vier minuten nodig om zijn eerste interlanddoelpunt te maken.
- Klaas-Jan Huntelaar maakte tegen San Marino zijn negende en tiende goal tijdens de kwalificatiereeks voor het Europees kampioenschap voetbal. Hij is hiermee de negende speler die het lukt om tijdens de kwalificatiereeks tien of meer doelpunten te scoren.[7]